# Fonrose Village
Fonrose Village es una villa de Trinidad y Tobago, que forma parte de la región de Mayaro-Rio Claro.

## Geografía
La villa abarca parte de la isla Trinidad y limita al norte con San Pedro (con la sección situada en la región de Couva-Tabaquite-Talparo), al sur con Tableland (localidad perteneciente a la región de Princes Town), al este con Poole y al oeste con Robert Village y Tableland (ambas localidades pertenecientes a la región de Princes Town).

## Demografía
Datos demográficos de la villa de Fonrose Village:
| Gráfica de evolución demográfica de Fonrose Village entre 2000 y 2011 |
|                                                                       |